# Прина, Анна-Мария
Анна Мария Прина (итал. Anna Maria Prina, род. 5 июня 1943 года, в Ку́нео, Пьемонт, Италия) — итальянская балерина, педагог, переводчик, организатор театрального дела

## Биография
В 1960 году окончила балетную школу при театре Ла Скала. В 1963 году, по творческому обмену между СССР и Италией, приехала в Москву, для прохождения стажировки.
Она провела два года в России, стажировалась в Большом театре в Москве и в Мариинском театре в Санкт-Петербурге (с 1935 по 1992 год — Ленинградский государственный академический театр оперы и балета имени С. М. Кирова); за это время она станцевала несколько сольных партий.
Её педагогами в во время пребывания в России были Елизавета Гердт, Ольга Иордан, Марина Семенова, Асаф Мессерер, Юрий Григорович, Вера Васильева, Вячеслав Власов.
После возвращения в театр Ла Скала танцевала классический репертуар.
В 1974 году Анна-Мария Прина, в возрасте 31 года, получила приглашение от знаменитого генерального директора театра Ла Скала Паоло Грасси возглавить престижную и старейшую итальянскую балетную школу — школу балета театра Ла Скала.
В своей педагогической деятельности, в колыбели итальянской школы балета-в миланском театре Ла Скала Анна-Мария Прина тесно связывала преподавание танца с музыкой. Она досконально знает стилистические особенности русской балетной школы, сочетающей лучшие черты ведущих мировых балетных школ — итальянской и французской. Её педагогическая деятельность помогала учащимся вырабатывать выносливость и самостоятельно совершенствоваться в дальнейшем. Прина так же проявляет большой интерес и к современному балету.
Начиная с 1976 года, по её инициативе в школе балета Ла Скала стали проводиться ежегодные мастер-классы.
По инициативе Прины и при её непосредственном участи, для школы балета театра Ла Скала в 1998 году, было отреставрировано и переоборудовано старое здание (архитектор — Даниэла Пьетробони), в самом центре Милана, на улице Кампо Лодиджано. Сегодня это современная школа, с необходимым оборудованием, просторными репетиционными классами, раздевалками, столовой, общежитием.
На посту директора школы Анна-Мария Прина пробыла 32 года и покинула должность директора школы балета театра Ла Скала в 2006 году. После ухода из школы балета театра Ла Скала много и активно участвует в хореографической жизни Италии, проводит мастер-классы в Италии и за её пределами, участвует в конференциях по хореографическому образованию.
Анна-Мария Прина автор двух книг по классическому танцу. Она перевела на итальянский язык академический труд Надежды Базаровой „Основы классического танца“, эта книга является обязательной программой в обучении Академии Русского балета им. А. Я. Вагановой.
Анна-Мария Прина сотрудничает с различными издательствами по подготовке текстов энциклопедий, книг и журналов о танце.
Анна-Мария Прина осуществила постановки танцев для опер идущих не сцене Ла Скала — „Андре Шенье“, „Анакреонт“, „Свадьба Фигаро“, „Фальстаф“, „Джоконда“ и многих других.
Много лет Прина дружила с великим итальянским режиссёром Джорджо Стрелером Как постановщик танцев и сценический движений много работала с Джорджо Стрелером во время его постановок в Ла Скала. Кроме того, она часто присутствовала на репетициях Джордо Стрелера в знаменитом Piccolo Teatro di Milano.
Анна-Мария Прина являлась членом жюри международных балетных конкурсов в Москве, Санкт-Петербурге, Берлине, Нагое. В 2008 году она была членом жюри конкурса «Приз Лозанны».
Неоднократно – выступала с мастер-классами в Муроме, Владимире, Самаре, Грозном, Красноярске  и многих других города России
Принимала, участив в  Дне Знаний 1 сентября 2015 года,  и была членом  экзаменационной комиссии в 2016 году  в Самарском хореографическом училище
За деятельность в области хореографического искусства она была удостоена многих премий и наград, в том числе — Премии имени Галины Улановой, Премии имени Леонида Мясина «За искусство танца» (Premio Positano, Danza & Danza, Milanodonna).
Свободно владеет русским, английским, французским, португальским языками

## о Анне Марии Прине
«Анна Мария Прина - воспитанница итальянской балетной школы. Она принадлежит к плеяде талантливых балерин, выдающихся педагогов и организаторов европейского хореографического искусства.
Вклад Анны Марии Прины в развитие итальянской и европейской балетной школы, безусловно, является историческим. Она превратила одно из старейших исторически сложившихся европейских танцевальных школ в современный учебный центр. Анна Прина не только построила для Миланской школы балета при театре Ла Скала новое здание, но и превратила школу в один из крупнейший европейских центров балета,  с программами для учащихся и полным комплектом учебных курсов по всем основным балетным специальностям и сопутствующим театральным дисциплинам.
Всю свою жизнь Анна, все время учится и все время хочет знать больше, как можно больше. Поэтому она во время своего руководства школой балета театра Ла Скала искала педагогов с новыми задачами, но она никогда не уходила от основ классического танца.»— Андрей Петров, народный артист Российской Федерации, Президент театра "Кремлёвский балет

«… достойным наследником легендарных художников танца Италии следует считать и Анну-Марию Прину, чья деятельность – пример беззаветного служения искусству балета. 
Бережно сохраняя и развивая традиции итальянской школы танца, она не замыкается только в их рамках. Глубокое уважение вызывает многогранность и широта её творческих интересов, желание изучать профессиональный опыт балетных школ других стран, обогащать их современными открытиями национальную балетную педагогику.»— Галина Иноземцева (историк и критик балета)

## Семья
У Анны Марии и её мужа, актёра Ферруччо Солери,(развод), двое детей — дочь Гая и сын Бруно, а также две внучки и один внук.